# Adel Abbas
Adel Abbas (ur. 24 października 1982) – bahrajński piłkarz grający na pozycji obrońcy w reprezentacji Bahrajnu. Uczestnik Pucharu Azji w Piłce Nożnej 2004. 